# Страдыньш, Павел Иванович
Павел Иванович Стра́дыньш (в русском варианте также Страдынь, латыш. Pauls Stradiņš — Паулс Страдыньш; 17 января 1896 года, Виесите — 14 августа 1958 года, Рига) — латвийский и советский хирург, онколог, академик АН Латвийской ССР (1946), член-корреспондент АМН СССР (1945), профессор Латвийского университета и Рижского медицинского института. Основоположник клинической онкологии в Латвии. Руководил Рижской 2-й городской больницей после восстановления её работы в 1928 году, затем Республиканской клинической больницей.  Основатель Института экспериментальной медицины Академии наук Латвийской ССР, Рижского медицинского института, Музея истории медицины в Латвии. Заслуженный деятель науки Латвийской ССР (1945).

## Биография
Паулс Страдыньш родился 17 января 1896 года в Экенграве (ныне — Виесите), в семье ремесленника. Учился в местных сельских школах, в Екабпилсском торговом училище, в Дубултской частной гимназии, в 1914 году с золотой медалью окончил Рижскую Александровскую гимназию.
С 1914 по 1919 годы Паулс Страдыньш учился в Петрограде, в Военной медицинской академии, окончил с отличием, позже совершенствовал знания и защитил диссертацию на тему «Поражения периферических нервов и их лечение» под руководством профессора С. П. Фёдорова (1869—1936) в клинике Госпитальной хирургии.
Вернувшись в Латвию, с 1924 года работал под руководством профессора Екаба Алксниса (1870—1957) в Хирургической клинике Медицинского факультета Латвийского Университета. В 1925 и 1926 годах стажировался в США и в Англии как стипендиат фонда Рокфеллера. В 1927 году защитил вторую диссертацию на тему «Этиология, клиника и терапия так называемой gangraena spontanea».
В 1928 году впервые в Латвии начал исследования по цитодиагностике рака, которые впоследствии внедрила в клиническую практику его ученица Велта Брамберга, что позволило диагностировать злокачественные новообразования на ранних стадиях.
В 1931 году возглавил Вторую Рижскую городскую больницу.
В 1933 году избран профессором медицинского факультета Латвийского университета.
С 1936-го по 1940 год профессор выпускал популярные в народе «календари здоровья».
В 1938 году основал первую в Латвии онкологическую больницу.
В 1939 году основал  2-е Рижское медицинское училище.
В 1941 году основал Станцию переливания крови.
За принципиальные взгляды во время немецкой оккупации (помощь раненым красноармейцам) был освобождён от обязанностей медицинского директора Второй Рижской городской больницы, лишён докторской степени и в 1942 году — снят с должности научного руководителя Онкологической больницы.
После освобождения Латвии от немецко-фашистских захватчиков  и возобновления работы Латвийского государственного университета возглавил кафедру хирургии, был деканом медицинского факультета с 1944 по 1947 год. В эти же годы он вернулся к руководству Республиканской клинической больницей (Второй Рижской городской клиникой).
После создания при участии Павла Ивановича Института экспериментальной медицины Академии наук Латвийской ССР он возглавил в нём сектор онкологии.
Был инициатором создания Рижского медицинского института в 1950 году на базе медицинского факультета университета и продолжал возглавлять кафедру в РМИ. Инициировал переезд в Латвию соотечественников, ставших светилами медицинской науки СССР — например, П.Я. Герке.
В 1955 году П.И. Страдыньш был избран депутатом Верховного Совета Латвийской ССР.
П.Страдыньш собрал и передал в дар республике коллекцию исторических медицинских материалов, на базе которой в 1957 году при поддержке родоначальника советской истории медицины Б.Д. Петрова был создан Музей истории медицины, получивший после кончины академика его имя.
Умер 14 августа 1958 года в Риге. Похоронен на Лесном кладбище.

  Медицина – это профессия, наука и искусство одновременно. Только хороший человек может быть хорошим врачом. Любовь – это высшая медицина.После себя я должен оставить клинику, хирургическую школу и музей. — Павел Страдыньш

## Профессиональная деятельность[6]
- С 1924 года работал в Хирургической клинике Медицинского факультета ЛУ
- С 1925 по 1926 год стажировался в США и Англии
- 1928 года — руководитель Кафедры общей хирургии ЛУ
- С 1931 по 1941 год директор Второй рижской городской клиники
- 1933 год — профессор Кафедры общей хирургии ЛУ
- В 1939 году основал первую в Латвии Больницу рака и Вторую Рижскую медицинскую школу (училище).
- В 1941 году основал Республиканскую станцию переливания крови
- С 1944 по 1947 год — декан Медицинского факультета ЛУ
- С 1944 по 1947 год — главный врач Второй рижской городской клиники
- В 1945 году избран членом-корреспондентом АМН СССР
- В 1946 году основал Институт биологии и экспериментальной медицины при Академии наук Латвийской ССР
- С 1946 по 1951 год — директор Институт биологии и экспериментальной медицины при Академии наук Латвийской ССР
- С организацией АН Латвийской ССР в 1946 году был избран действительным членом Академии (первый состав).
- С 1951 года — руководитель онкологического сектора Латвийского Института экспериментальной и клинической медицины
- 1948 год занимал должность председателя медицинского научного совета при Министерстве здравоохранения Латвийской ССР
- С 1945 по 1949 год — главный хирург республики
- С 1950 года — главный онколог республики

## Вклад в науку[7]
- Основоположник клинической онкологии в Латвии.
- Исследования, посвящённые ранней диагностике рака и вопросам организации онкологической помощи.
- Работы по клинической хирургии — холецистит, язва желудка, гнойные заболевания, диагностикой и лечением повреждений периферных нервов и другие.
- Работы по онкологии — хирургические, лучевые и терапевтические методы лечения злокачественных новообразований.
- Способствовал развитию новых в то время направлений в медицине (онкология, переливание крови, хирургия сердца и кровеносных сосудов, хирургия лёгких, анестезиология и реаниматология, химиотерапия и др.)
- Исследования по травматологии, урологии, переливанию крови, диетологии, фармакологии, физиотерапии, курортологии, здравоохранению, строительству медицинских учреждений и др.
- Исследования по истории медицины в Балтии.

## Общественная деятельность
П.Страдыньш был основателем и руководителем ряда научно-просветительских организаций.
- Общество борьбы с раком (1934-1937)
- Общество содействия здоровью (1937-1940)
- Латвийское общество врачей (1945-1946)
- Латвийское научное общество хирургов (1946-1952)
- Латвийское историко-медицинское общество (с 1953 г.)

## Оценки коллег
Невысокого роста, энергичный, с живым, цепким взглядом, Страдынь понравился мне. Облазил всю нашу клинику, всем интересовался, когда я делал операцию, смотрел, дотошно вникая во все её детали— Фёдор Углов. Сердце хирурга. СПб, 2018, стр. 267

## Семья
Супруга Нина Фёдоровна Страдынь (Страдыня) — врач-физиотерапевт, заведующая отделением физиотерапии Республиканской больницы имени П.Страдыня, племянница Отто Юльевича Шмидта.
Павел Иванович и Нина Фёдоровна воспитали четверых детей.

### Дети
- Ирена Страдыня — художница.
- Майя Сосаре – языковед.
- Сын Янис Страдыньш (1933—2019) — учёный-химик, академик Латвийской Академии наук, историк науки и культуры.
- Ася Эглите – врач-физиотерапевт.

### Внуки
- Андрей Эрглис — кардиохирург и учёный, профессор, руководитель кардиоцентра Университетской клинической больницы, академик Латвийской академии наук[9].
- Петерис Страдыньш – кардиохирург.
- Линда Сосаре – гастроэндокринолог.

## Главные труды
- Поражения периферических нервов и их лечение. Петроград, 1923 (диссертация).
- Par tā saucamās gangraena spontanea etioloģiju, klīniku un terapiju. Rīga, 1927 (диссертация).
- Tautas veselības kalendāra izdevējs (1936—1940).
- Страдынь П. И. Избранные труды. Рига, т. 1-3, 1963—1965.

## Награды и звания
- Премия фонда культуры Латвии, 1928.
- Действительный член Международной академии повышения квалификации врачей, 1938.
- Крест признания третьей степени, 1939.
- Медаль СССР «За доблестный труд в Великой Отечественной войне 1941–1945 гг.»[3]
- Почётная грамота Президиума Верховного Совета Латвийской ССР[3]
- Заслуженный деятель науки Латвийской ССР, 1945.
- Член-корреспондент Академии медицинских наук СССР, 1945.
- Действительный член Академии наук Латвийской ССР, 1946.
- Почётный член и почётный председатель Научного совета хирургов Латвии, 1955.
- Орден Трудового Красного Знамени (31.01.1956)
- Заслуженный член Общества хирургов им. Пирогова, 1957.

## Память

Музей медицины имени П. Страдыня

- Скульптура эстонского художника Антона Старкопфа «Конец — это покой»
- Скульптора Александры Бриеде, в Риге, на улице Пилсоню 13, в больничном саду.
- Скульптора Карлиса Янсонса, архитектор Эдвинс Вецумниекс (в Виесите)[10]
- Памятные плиты в Виесите, в Риге и в Юрмале
- Улицы, носящие имя Паула Страдыня
- Учреждена премия Страдыня
- Имя носит Музей истории медицины (Рига)
- В 1996 году, в честь столетия П. Страдыня, Латвийская почта выпустила почтовую марку.
- В его честь названы университет и больница в Риге.